# Haus zur Münze
Das Haus zur Münze war bis zu seiner Zerstörung 1689 das Rathaus der Stadt Worms. Heute dient die Bezeichnung für das Gebäude der Stadtbibliothek Worms, das in etwa an der Stelle steht, an der das ursprüngliche Haus zur Münze stand.

## Geografische Lage

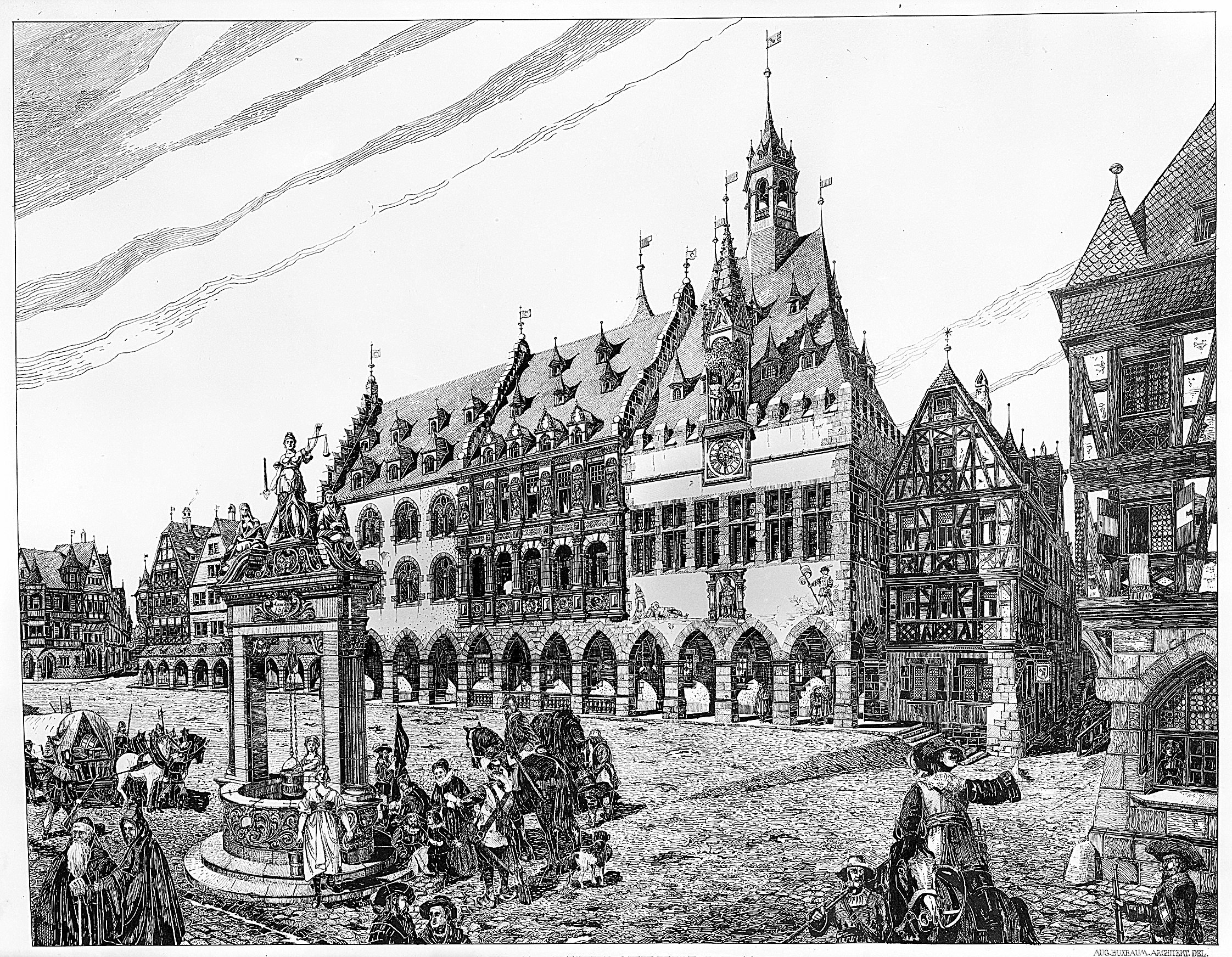
Rekonstruktionszeichnung „Der Marktplatz zu Worms im Jahre 1633“ von August Buxbaum (1876–1960)

Das Haus zur Münze lag am Markt an der Ecke zur Hagenstraße.

## Bezeichnung
Das Ensemble bestand aus vier Häusern, von Norden nach Süden: der „Neuen Münze“, dem Gerichtshaus, der – namensgebenden – „Alten Münze“ und an der Ecke zur Hagenstraße ein weiteres Fachwerkhaus. Die „Alte Münze“ hatte ursprünglich den Münzmeistern der Stadt gedient, woher ihr Name kam. Die Neue Münze war dagegen ein um 1420 errichtetes Gebäude, das als städtisches Backhaus gedient hatte. Es erhielt seinen Namen dadurch, dass sich die Bezeichnung Haus zur Münze auf das gesamte Bauensemble übertrug. Das dazwischen liegende Gebäude, dass etwa ab 1500 als städtisches Gericht diente, kann als das ursprüngliche Rathaus angesehen werden. Im Mittelalter und bis weit in die Frühe Neuzeit waren Verwaltung und Rechtsprechung nicht getrennt.

## Geschichte

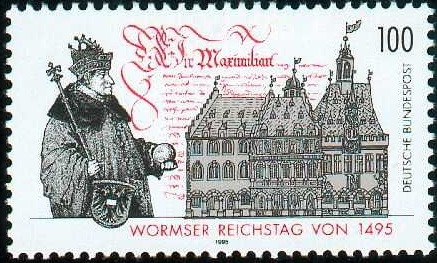
Deutsche Briefmarke von 1995 mit dem Haus zur Münze (links: Kaiser Maximilian I.) zum 500. Jahrestag des Reichstags zu Worms von 1495

1491 kaufte der Rat der Stadt Worms das Haus zur Münze das dem ursprünglichen Rats- oder Gerichtshaus benachbarte Gebäude und begann sofort, es repräsentativ auszustatten. Die in der äußeren Gestaltung architektonisch sehr unterschiedlichen Bauten wurden optisch durch die Arkadenreihe des Marktplatzes und die Fassadenmalerei zusammengehalten. Auch der Arkadengang war ausgemalt, unter anderem mit Kaiserbildern. In dieser Form diente das Ensemble fast 200 Jahre lang als Rathaus der Stadt. Zu der neuen Ausstattung zählten auch Monumentalmalereien (siehe unten), von denen einige Nikolaus Nievergalt ausführte, und die den politischen Anspruch der Stadt gegenüber dem Bischof demonstrierten. Dazu gehörte eine als Distichon gefasste Kaiserverehrung, eine Inschrift zur Stadtfreiheit, Gemälde von Kriemhild, Siegfried und zwei Riesen.
Während sich zu Anfang des 15. Jahrhunderts zunehmend durchsetzte, dass der Rat der Stadt im Bürgerhof tagte – er war eigentlich verpflichtet, seine Sitzungen im Bischofshof abzuhalten – war das Haus zur Münze ein Ort, in dem die Stadtgesellschaft sich für gesellige oder festliche Anlässe, auch Festessen, versammelte, aber auch Tagungsstätte des städtischen Gerichts.
Wenige Jahre später diente das Haus zur Münze als Ort für „gesellschaftliche Anlässe“ während des Reichstags zu Worms von 1495. Im Umfeld des Reichstages diente das Haus zur Münze auch für kurze Zeit dem Reichskammergericht.
1581 wurde das Gerichtsgebäude entweder massiv umgebaut oder durch einen Neubau in Formen der späten Renaissance ersetzt. Hier waren zwischen den Fenstern des zweiten Stocks als Figuren zunächst vier, später dann sechs Statuen habsburgischer Kaiser angebracht. Die Dekoration demonstrierte die Kaisertreue der Reichsstadt.
Bei der Zerstörung von Worms im Pfälzischen Erbfolgekrieg durch Truppen König Ludwig XIV. am 31. Mai 1689 wurde auch das Haus zur Münze abgebrannt.

„Es ist mir leydt umbs raht-hauß gewessen, wo die schönne historie vom lindwurm gemahlt war, wovon die statt den nahmen von Wormbs führt.“

Ein Wiederaufbau erfolgte nicht, weil die Bevölkerung der Stadt stark zurückgegangen war und ein Bedarf nicht mehr bestand.

## Nachfolgebebauung
Unter Einbeziehung der Fläche die vor 1689 das Haus zur Münze eingenommen hatte, entstand an der Ecke zur Hagenstraße am Anfang der 20. Jahrhunderts das „Cornelianum“, ein „Volkshaus“, mit Vortragssaal und weiteren Räumen. Benannt war es nach dem Stifter, Cornelius Wilhelm von Heyl zu Herrnsheim. Es bildete zugleich den Kopfbau des neuen Rathauses, das sich entlang der Hagenstraße erstreckt. Architekt war Theodor Fischer, die Bildhauerarbeiten stammten von Georg Wrba. Das Gebäude wurde im Zweiten Weltkrieg schwer beschädigt, die Ruine 1959 abgerissen. Hier entstand ein Neubau für die Stadtbibliothek Worms, der 1963 bezogen werden konnte. Zunächst „Haus der Kulturinstitute“ benannt trägt es heute in historischer Tradition wieder die Bezeichnung „Haus zur Münze“.

## Fassadendekoration
Zu der Fassadengestaltung gibt es 14 schriftliche Zeugnisse aus den Jahren 1494 bis 1721, unter anderem im Reisebericht des Engländers Thomas Coryat: Coryat's Crudities. Diese Darstellungen sind von unterschiedlicher Qualität und nicht alle beschreiben auch alle enthaltenen Elemente.
Die Fassade der „Alten Münze“ zeigte ein Bild Kaiser Friedrich III. „gar herrlich in Gold gemalt“ von Nikolaus Nievergalt. Bei diesem Bild stand die Jahreszahl 1493 – also das Jahr der Fertigstellung des Umbaus durch die Stadt. Weiter war 1592 als Jahr einer Renovierung vermerkt. Darüber hinaus gab es Renaissanse-Malereien, die vermutlich aus der Umbauphase von 1581 stammten: Dargestellt waren hier Tarquinius und Lucretia, Lucius Junius Brutus und seine Söhne, Horatius Cocles, Mucius, Lars Porsenna und die Jungfrau Cloelia. Details der Gestaltung sind nicht bekannt, die Motive aber in der Renaissanc beliebt. Sie stehen für Beispiele heldenhafter Gesinnung im Altertum, den Virtutes Romanae.
Weiter gab es Darstellungen aus der Siegfriedsage, Kriemhild und Siegfried, dazwischen zwei Krieger oder Riesen. Die befanden sich auf der „Neuen Münze“.
Neben den schon erwähnten sechs Kaiserstatuen an dem Gerichtsgebäude von 1581 befand sich dort auch das Bild eines Drachens, der das Wappen von Worms hielt.
Einige der Skulpturen von der Fassadendekoration sind – beschädigt – im Museum der Stadt Worms im Andreasstift erhalten und dort im Kreuzgang ausgestellt.